# Mark Keller
Mark Keller, all'anagrafe Marko Keller (Überlingen, 5 maggio 1965), è un attore e cantante tedesco.
È noto in particolare per aver interpretato il ruolo dell'ispettore capo André Fux in Squadra Speciale Cobra 11.

## Biografia
Di origini croate, nacque a Überlingen am Bodensee; da bambino, a causa della prematura morte della madre, crebbe coi nonni assieme alla sorella maggiore Silvette.
Durante l'adolescenza, fece apprendistato come meccanico. In seguito, studiò alla scuola di recitazione di Friburgo dal 1985 al 1987. Si arruolò e prestò poi servizio come cantante della Big Band der Bundeswehr per tre anni.

## Carriera
Nel 1989 arrivò la svolta, quando partecipò al Rudi Carrell Show imitando Dean Martin. In seguito, dal 1991 al 1996 ha interpretato l'animatore Christoph nella serie Sterne des Südens, di cui ha cantato la sigla iniziale, Bel Ami. 
Tre suoi album sono usciti tra il 1992 e il 1993.
Il ruolo che gli ha permesso di essere conosciuto al grande pubblico in Germania (e anche in Italia, sebbene in misura minore) è quello del poliziotto André Fux nella serie Squadra Speciale Cobra 11. Mark è stato nel cast dal 1997 al 1999, per poi uscire di scena con la presunta morte di Fux nell'ultimo episodio della 3ª stagione. Tornerà dopo 14 anni all'inizio della 18ª stagione per un episodio.
Inoltre ha recitato nella serie poliziesca Tatort, per la regia di Manfred Krug, e in diverse altre produzioni televisive, come Die Wache o Hinter Gittern – Der Frauenknast.

## Vita privata
Mark vive con la moglie Tulin e i figli, Joshua ed Aaron, nati rispettivamente nel 1996 e nel 1993, sul Lago di Costanza.
Joshua ed Aaron hanno partecipato ad alcuni film col padre. Possiamo vedere Joshua in Andersrum, Kopf oder Zahl e Dekker & Adi - Wer bremst verliert. Aaron ha ruoli minori in 1 1/2 Ritter - Auf der Suche nach der hinreißenden Herzelinde e Kopf oder Zahl.
Mark ama molto praticare vari sport, tra i quali tennis, immersioni, arti marziali, competizioni di go-kart e rally automobilistici. In Germania ha partecipato a vari "Spiel des Herzen" (i nostri "derby del cuore"). Da bambino ha praticato karate e taekwondo. La sua familiarità con le arti marziali gli ha permesso di girare senza controfigura le scene di combattimento di Squadra Speciale Cobra 11.
Nella primavera del 2022, Keller ha preso parte alla sesta stagione di The Masked Singer come "Dornteufel" su ProSieben ed è arrivato secondo.

## Filmografia

### Cinema
- I Love You, Baby, regia di Nick Lyon (2000)
- Jetzt oder nie - Zeit ist Geld, regia di Lars Büchel (2000)
- Klatschmohn, regia di Benjamin Eicher - cortometraggio (2004)
- Barfuss, regia di Til Schweiger (2005)
- 1 1/2 Ritter - Auf der Suche nach der hinreißenden Herzelinde, regia di Til Schweiger, Torsten Künstler e Christof Wahl (2008)
- Kopf oder Zahl, regia di Benjamin Eicher e Timo Joh. Mayer (2009)
- Liebling, lass uns scheiden!, regia di Jürg Ebe (2010)
- Agent Ranjid rettet die Welt, regia di Michael Karen (2012)
- The Key, regia di Mayk Azzato - cortometraggio (2013)
- Cobayas: Human Test, regia di Marcos Moreno - cortometraggio (2014)
- Macho Man, regia di Christof Wahl (2015)
- Frauen, regia di Nikolai Müllerschön (2016)
- Hürkus, regia di Kudret Sabanci (2018)

### Televisione
- Sterne des Südens – serie TV, 43 episodi (1992-1996)
- Tatort – serie TV, 4 episodi (1993-1995)
- Einsatz für Lohbeck – serie TV, 9 episodi (1994-1995)
- Rosamunde Pilcher – serie TV, 2 episodi (1996-2004)
- Soko 5113 – serie TV, episodio 12x09-38x16 (1996-2013)
- Squadra Speciale Cobra 11 (Alarm für Cobra 11 – Die Autobahnpolizei) – serie TV, 39 episodi (1997-1999;2013)
- Il Clown (Der Clown) – serie TV, episodio 1x00 (1998)
- Zerschmetterte Träume - Eine Liebe in Fesseln, regia di Johannes Fabrick – film TV (1998)
- Herzbeben - Die Nacht, die alles veränderte, regia di Thomas Jahn – film TV (1998)
- Ein Vater im Alleingang, regia di Diethard Küster – film TV (1999)
- Liebe pur, regia di Florian Richter –film TV (2000)
- Kleiner Mann sucht großes Herz, regia di Heidi Kranz – film TV (2001)
- Liebe unter weißen Segeln, regia di Robert-Adrian Pejo – film TV (2001)
- Im Namen des Gesetzes – serie TV, episodio 9x01 (2002)
- Novaks Ultimatum, regia di Andreas Prochaska – film TV (2003)
- Un caso per due (Ein Fall für zwei) – serie TV, episodi 24x09-32x07 (2004)
- Andersrum, regia di Mark Keller e Heiner Lauterbach – film TV (2005)
- Die Wache – serie TV, episodi 12x05-12x06-12x07 (2006)
- Dekker & Adi - Wer bremst verliert!, regia di Sebastian Vigg – film TV (2008)
- Un dottore tra le nuvole (Der Bergdoktor) – serie TV, 138 episodi (2008-2021)
- Squadra Speciale Colonia (SOKO Köln) – serie TV, episodio 11x08 (2012)
- Squadra speciale Lipsia (SOKO Leipzig) – serie TV, episodio 16x04 (2015)

## Discografia

### Album
- 1993 – Mark Keller

### Singoli
- 19?? – My Life
- 19?? – Gone with the wind
- 1992 – Bel Ami
- 1992 – Wish you were near me
- 1994 – I don't need a better love
- 1995 – You
- 2000 – You'll never find